# Овсейчук, Валерий Александрович
Вале́рий Алекса́ндрович Овсейчу́к (род. 26 мая 1936, Ровное) — российский экономист, доктор экономических наук, профессор Института повышения квалификации Госслужбы России.

## Биография
В 1959 году с отличием окончил электромеханический факультет Ленинградского института инженеров водного транспорта по специальности «электроснабжение промышленный предприятий и установок». В 1971 году защитил кандидатскую диссертацию, в 2002 году — докторскую диссертацию «Исследование эффективности электрификации и создание интегрированной системы прогнозирования в регионе (вопросы теории и практики на примере крупного региона».
В 1959—1961 годах работал на заводе «Уралэлектротяжмаш», в 1961—1965 годах — в Свердловском совнархозе, в 1965—1972 годах — в Уральском отделении института «Сельэнергопроект». В 1972—1996 годах — заведующий лабораторией электрификации и развития электрических сетей в Казахском отделении института «Энергосетьпроект» (институт «Энергия»). В 1989—1994 годах был депутатом Алма-Атинского горсовета, председателем постоянной комиссии по местному самоуправлению.
В 1999—2003 годах работал в Федеральной службе по тарифам России (ФСТ). С 2003 года по настоящее время — руководитель отдела электрических сетей в ЗАО ПФК «СКАФ» (Москва). Профессор кафедры Государственного регулирования естественных монополий Института повышения квалификации Госслужбы России. Член Экспертного совета по электроэнергетике ФАС России, член Комитета по инвестициям при Совете директоров ОАО «Холдинг МРСК».
Академик Международной педагогической академии, академик Российской академии естественных наук.

## Научная деятельность
Был организатором первых научно-исследовательских работ и руководителем научного направления по повышению эффективности электрификации и развития электрических систем и сетей Казахстана.
Круг основных инженерных и научных интересов: проблемы формирования тарифов на услуги естественных монополий (производство, передача и распределение электроэнергии); оптимизация потерь электроэнергии в электрических сетях; учёт категории надежности электроснабжения потребителей при тарифном регулировании; энергоэкономический аудит и экспертиза тарифов на предприятиях топливно-энергетического комплекса; разработка системы согласованных тарифов в жилищно-коммунальном комплексе с учётом жизненного уровня населения и консолидированного бюджета региона.
Автор более 130 научных работ по технико-экономическим проблемам электрификации и развития электрических сетей.

### Избранные работы[4]
- Непомнящий В. А., Овсейчук В. А., Епифанцев С. Н. Надёжность в задачах развития, управления и эксплуатации электроэнергетических систем и электрических сетей в условиях рыночных отношений (методы, модели и практика расчетов) : учебно-методическое пособие. — М.: ИПКгосслужбы, 2010. — 115 с. — 300 экз. — ISBN 978-5-8081-0328-3.
- Овсейчук В. А. Методика оценки уровня регулируемых тарифов на электрическую (тепловую) энергию в регионе и доступ (технологическое присоединение) потребителей к электрическим сетям : учебно-методическое пособие. — М.: ИПКгосслужбы, 2007. — 102 с. — 800 экз. — ISBN 978-5-8081-0234-7.
- Овсейчук В. А. Обоснование нагрузочной способности трансформаторов сельских районных подстанций: Автореф. дис. … канд. техн. наук. — Челябинск, 1970. — 34 с.
- Овсейчук В. А. Прогнозирование электрификации региона : (Техн.-экон. пробл. и методы) / Под ред. Г. П. Кутового. — М.: ИПКгосслужбы, 2002. — 167 с. — 1000 экз. — ISBN 5-8081-0118-2.
- Овсейчук В. А., Гайнуллин Ф. Р. Планирование и прогнозирование потребности сельского хозяйства Казахской ССР в электроэнергии: [Аналит. обзор]. — Алма-Ата: КазНИИНТИ, 1985. — 62 с. — 110 экз.
- Овсейчук В. А., Дворников Н. И., Калинкина М. А. Методика учёта расхода электроэнергии на её передачу (потерь) в электрических сетях при тарифном регулировании : учебно-методическое пособие / Под общ. ред. Г. П. Кутового.. — М.: ИПКгосслужбы, 2006. — 164 с. — 1100 экз. — ISBN 5-8081-0227-8.
- Овсейчук В. А., Кутовой Г. П., Хамидуллин К. Г. Электрификация и развитие электроэнергетических систем Казахской ССР. — Алма-Ата, 1977. — 79 с. — 410 экз.
- Овсейчук В. А., Трофимов Г. Г. Технико-экономическая эффективность регулирования реактивной мощности и напряжения в распределительных электрических сетях : учебно-методическое пособие. — М.: ИПКгосслужбы, 2009. — 70 с. — 500 экз. — ISBN 978-5-8081-0289-7.
- Овсейчук В. А., Хамидуллин К. Г., Мухаметкалиева К. К. Электрификация и развитие электроэнергетических систем Казахстана: Аналит. обзор. — Алма-Ата: Б. и., 1985. — 70 с. — 174 экз.
- Учёт потерь (расходов) электроэнергии на её передачу при тарифном регулировании и экономические последствия от сверхнормативных потерь у электросетевых компаний. — М.: ИПК Госслужбы, 2008.
- Рекомендации и предложения по созданию устойчивых и экономически эффективных локальных систем электроснабжения сельских поселений от 100 до 500 дворов на основе комплексного использования альтернативных источников электроэнергии / М-во сельского хозяйства. — М.: ФГНУ «Росинформагротех», 2009.